# Hein Neuner
Hein Neuner (* 17. Juli 1910 in Schweinheim bei Aschaffenburg; † im September 1984 in Hamburg)  war ein deutscher Grafiker.

## Leben
Hein Neuner wurde als eines von zehn Kindern des Ehepaares Nikolaus Neuner und Babette, geb. Gartenlöhner geboren. Sein Bruder war der Grafiker und Hochschullehrer Hannes Neuner. Die Familie zog im August 1918 nach Aschaffenburg und Nikolaus Neuner eröffnete ein Tünchergeschäft in der Betgasse 15.
Neuner absolvierte eine dreijährige Lehre als Schriftenmaler. Danach war als Volontär in verschiedenen Betrieben tätig. Im Anschluss studierte er von 1930 bis 1932 am Bauhaus in Dessau. Dort zählten Josef Albers und Wassily Kandinsky zu seinen Lehrern. Nach dem Tod seiner Eltern wechselte er an die Städelschule in Frankfurt am Main, wo er für sechs Semester studierte. Im Anschluss arbeitete er von 1932 bis 1933 in Berlin mit László Moholy-Nagy zusammen. In dieser Zeit begann er mit Photo- und Filmexperimenten. 1935 gründete er gemeinsam mit seinem Bruder eine Grafik-Agentur in  Berlin, die er ab 1937 alleine führte. Neuners Illustrationen wurden für Umschlagbilder für die neue linie und Elegante Welt genutzt, zudem entwarf er Plakate für die Deutsche Reichsbahn. Von 1940 bis 1945 leistete er Kriegsdienst als Kriegsbildberichterstatter, zu dieser Zeit entstanden mehrere Werbeplakate für die Hitlerjugend. Nach dem Krieg ließ er sich als freischaffender Maler und Grafiker im niedersächsischen Lauenstein nieder. Er gestaltete dort vor allem Plakate, Inserate und Prospekte. Ab 1950 war er als Atelierleiter einer Werbeagentur in Hamburg tätig. 1956 gründete er ein eigenes Designstudio in Hamburg, das er 1964 nach Stuttgart verlegte.

## Ausstellungen
- 50 Jahre nach 50 Jahre Bauhaus 1968, 5. Mai 2018–23. September 2018, Württembergischer Kunstverein Stuttgart